# Осоргин, Георгий Михайлович
Георгий Михайлович Осоргин (12 октября 1893, Сергиевское, Калужская губерния — 29 октября 1929, Соловецкие острова) — русский гвардейский офицер, участник Первой мировой войны, заключённый Соловецкого лагеря особого назначения.

## Биография
Родился в семье помещика Михаила Осоргина, в 1912 году окончил гимназию в Калуге и поступил на юридический факультет Московского Университета.
В 1914 году в связи с началом Первой мировой войны он поступил на ускоренные офицерские курсы Николаевского кавалерийского училища, 1 октября 1914 года был произведен в чин прапорщика и отправлен на фронт с маршевым эскадроном Лейб-Гвардии Конно-Гренадерского полка. Затем заведовал хозяйством санитарного поезда № 36 дворянской организации Земсоюза, до октября 1917 года был прикомандирован к Лейб-Гвардии Волынскому пехотному полку.
В последних числах октября 1917 года в связи с распадом полка в чине штабс-ротмистра Георгий вернулся домой и был освобожден от дальнейшего прохождения военной службы из-за порока сердца. До осени 1918 года он жил в имении Сергиевском с родителями и сестрами. В 1925 году на допросе в ОГПУ он сообщил:

По своим политическим убеждениям считаю себя идейным монархистом, активистом никогда не был. Сам я религиозный человек и если бы не это, то после расстрела императора Николая II, я бы лишил себя жизни. В декабре 1917 г. я хотел освободить государя из-под ареста, для этой цели я решил приехать из своего б. имения в Москву, найти несколько гвардейских офицеров, решившихся поехать со мной в Тюмень. В этом же месяце приехал в Москву и обратился к нескольким лицам. Из лиц, к которым я обратился, могу назвать Брусилова Алексея Алексеевича, сына б. генерала Брусилова, а также Сергей Сергеевич Хитрово — оба мои однополчане. Как от них, так и от других я получил отказ. Фамилии других я отказываюсь назвать…В свою очередь я от некоторых офицеров получил предложение ехать на юг, где организовывалась армия, от этого предложения я отказался, … считая гражданскую войну при всяких обстоятельствах братоубийственной и большим злом. Кроме этого я не считал это движение монархическим и вождей этой войны я не знал ни одного, кто бы из них был монархистом.

9 сентября 1918 года семья Осоргиных была выселена из своего имения, и переехала к друзьям в деревню Измалково Калужской губернии. 25 сентября 1921 года Георгий был арестован ВЧК в Москве по обвинению в участии в контрреволюционной организации. В заявлении на имя помощника начальника 16-го Спецотдела ВЧК В. В. Ульриха он написал: «… никакого преступления за мной с точки зрения советской власти нет, и если я могу быть обвинен в чём-нибудь, то только в исповедовании принципов прямо противоположных принципам советской власти…». 5 января 1922 года Президиум ВЧК решил заключить его в концлагерь сроком на 3 года, сократив срок заключения по амнистии до полутора лет. Содержался в Ново-Песковском концлагере в Москве, был освобожден в декабре 1922 года.
В 1923 году Георгий женился на Александре Михайловне Голициной, сестре Сергея Голицына, в сентябре 1924 года у них родилась дочь Марина. Осоргины жили на средства от частных уроков, продажи вещей, переводов от эмигрировавших родственников из-за рубежа, огородничества. Георгий временно работал инспектором-калькулятором экономического управления ВСНХ, садоводом-лесоводом в лесничестве станции Одинцово.
6 марта 1925 года Георгий вновь был арестован. Он обвинялся в том что:
```
   1. будучи идейным монархистом-активистом, сторонником восстановления монархии, избегал службы в рядах Красной армии, подделывал в документе год своего рождения с 1893-1883 и скрывает офицерское звание, чем и освобождается от такового;
   2. В 1918 г. приезжает из своего имения в Москву и вербует офицеров из гвардии, с целью освобождения Николая II из-под ареста;
   3. Во время ареста своего двоюродного брата б. кн. 
С.Е. ТРУБЕЦКОГО
, по делу 
Национального центра
, бежит из засады с целью выполнения просьбы арестованного — предупредить генеральшу КУЗНЕЦОВУ (
муж
 расстрелян) о грозившей ей опасности; 
   4. В 1923 г. ОСОРГИН Г.М. скрывает у себя на квартире члена монархической зарубежной организации, б. штабс-ротмистра лейб-гвардии конногвардейского полка – РИДИГЕРА Н.Н. (расстрелян ОГПУ), бежавшего из концлагеря, а также устраивает ему убежище у своих друзей и знакомых. Снабжает РИДИГЕРА Н.Н. деньгами и указывает лиц, могущих его снабдить документами для нелегальной переброски заграницу;
   5. В 1924 г. зная о существовании 
лицеистской монархической организации в Ленинграде
 и о произведенных там арестах, является к РАЕВСКОМУ А.А. и предупреждает его о грозящей ему опасности;
   6. До момента своего ареста находится в связи с иностранными миссиями в лице Секретаря Латмиссии ФРЕЙМАНА и секретаря английской миссии БЕРБЕРИ, использовывая эти знакомства в к-р целях;
   7. Является членом монархической организации, возглавляемой б. великим князем 
Николаем Николаевичем
, и в 1924 г. через неизвестное лицо предлагает ему свои услуги по совершению любого террористического акта над вождями революции. Таким же образом получает из заграницы ответ от б.в.к. Николая Николаевича «ЖДИТЕ»;
   8. В 1924 г. посылает в 
Париж
 своему двоюродному брату б. кн. Сергею Евгеньевичу Трубецкому – одному из руководителей разведки Штаба Николая Николаевича, сведения о состоянии 
Красной армии
 и указывает на необходимость перенести центр тяжести монархической работы на деревню;
   9. Связан с лицами, стоящими во главе к-р группировок, ныне нами разрабатываемых.
```

12 октября 1925 года Коллегия ОГПУ приговорила его к расстрелу с заменой заключением в концлагерь сроком на 10 лет. Сначала он содержался в Бутырской тюрьме, где работал библиотекарем, а весной 1928 года Георгия отправили в Соловецкий лагерь особого назначения, где его оставили работать делопроизводителем при лагерном лазарете. Это место давало ему возможность помогать другим заключенным, священникам и интеллигентам — помещать их в лазарет, избавлять от общих работ, пристраивая на более легкую работу лекарскими помощниками. В сентябре 1928 года во время свидания с женой был зачат второй ребёнок Осоргиных — Михаил.
В начале 1929 года Георгий доставил причастие и мантию умирающему бывшему архиепископу Воронежскому Петру (Звереву), о чём узнало лагерное начальство. За это Георгия поместили в карцер. Затем его перевели на работы на остров Анзер, где он находился до приезда его жены Александры к нему на новое свидание. Она покинула остров 13 октября 1929 года, а уже 14 октября Георгий был арестован по делу о заговоре с целью захвата пароходов и массового побега заключенных. Утверждается, что это дело стало результатом провокации лагерной администрации. Также утверждается, что в октябре 1929 года жена вновь приехала к Георгию на свидание, для чего администрация выпустила его под слово офицера из камеры смертников, а после отплытия жены Георгий вернулся обратно в камеру смертников.
24 октября 1929 года Коллегия ОГПУ приговорила Георгия к расстрелу, и в ночь на 29 октября 1929 года он был расстрелян вместе с ещё 35 заключенными. По делу 1929 года он был реабилитирован в 1989 году.